# Ryszard Ryba
Ryszard Ryba (ur. 1 września 1935 w Ciężkowicach, zm. 25 lipca 2022) – polski artysta rzeźbiarz.

## Życiorys
Ukończył Państwowe Liceum Sztuk Plastycznych w Tarnowie ze specjalnością meblarstwo artystyczne (1956). Następnie studiował na Wydziale Rzeźby w Państwowej Wyższej Szkole Sztuk Plastycznych w Poznaniu, uzyskując dyplom w pracowni Bazylego Wojtowicza (1963). Po studiach zamieszkał w Rzeszowie poświęcając się niemal wyłącznie twórczości o charakterze sakralnym. Jest członkiem Związku Polskich Artystów Plastyków.
Należy do twórców, którzy w pierwszych latach po Soborze Watykańskim II wypracowywali w praktyce zasady dostosowania wnętrza kościelnego do warunków zreformowanej liturgii na terenie obecnej archidiecezji przemyskiej (aranżacja wnętrz sakralnych w licznych kościołach oraz projekty elementów wystroju, takich jak: ławki, konfesjonały, sedilia, tabernakula).
Jego monumentalne rzeźby ołtarzowe powstałe pod koniec lat sześćdziesiątych i w latach siedemdziesiątych XX w. są wykonane przeważnie w kamieniu (Świlcza, Góra Ropczycka) lub w sztucznym kamieniu (Bratkowice, Lutoryż, Pstrągowa, Tywonia). Surowa, lekko kubizująca forma często zestawiana z bogatym tłem barwnej mozaiki z wczesnego okresu twórczości artysty stopniowo ulega złagodzeniu w jego następnych pracach. Rzeźbiarz nieco idealizuje swoje przedstawienia, starając się im nadać znamiona ponadczasowej obiektywizacji. Od połowy lat osiemdziesiątych XX w. coraz częściej pracuje w drewnie wykonując płaskorzeźby i rzeźby półpełne (cykl Drogi Krzyżowej w Ciężkowicach). Element narracyjności, obecny w jego niektórych pracach z tego okresu, wiąże się z ukazaniem realiów życia codziennego, które odnoszą się najczęściej do wspomnień z czasów dzieciństwa i młodości twórcy (Woliczka). Podobna tematyka przeważa w cyklach rysunkowych i graficznych, które tworzy od pierwszych dziesięcioleci XXI wieku (Dzieje chleba, Zwyczaje świąteczne).

## Realizacje
- 1968 – Madonna, rzeźba ołtarzowa w kościele Wniebowzięcia NMP w Świlczy
- 1970 – wystrój wnętrza oraz rzeźby ołtarzowe do kościoła św. Jana Chrzciciela w Bratkowicach
- 1974 – wystrój wnętrza oraz rzeźby ołtarzowe (krucyfiks w ołtarzu głównym oraz rzeźby Matki Boskiej Fatimskiej i Św. Józefa w ołtarzach bocznych) do kościoła Matki Boskiej Częstochowskiej w Lutoryżu
- 1976 – aranżacja wnętrza, grupa Ukrzyżowania w ołtarzu głównym oraz stacje Drogi Krzyżowej do kościoła NMP Królowej Polski w Piątkowej
- 1977 – rzeźba św. Jakuba do kościoła św. Jakuba St. w Górze Ropczyckiej
- 1977 – Chrystus błogosławiący dzieci, rzeźba plenerowa przed kościołem parafialnym w Zaborowie
- 1978 – przedstawienia św. Stanisława Kostki i Urszuli Ledóchowskiej w kaplicy klasztornej w Jasionce
- 1979 – wystrój wnętrza oraz Ostatnia Wieczerza, Zwiastowanie, Boże Narodzenie, Zmartwychwstanie, a także stacje Drogi Krzyżowej do kościoła św. Józefa Robotnika w Pstrągowej
- 1981 – krucyfiks i Ostatnia Wieczerza w ołtarzu głównym w kościele św. Stanisława Kostki w Tywoni
- 1987 – rzeźba Świętej Rodziny w elewacji frontowej kościoła św. Rodziny w Hucie Komorowskiej
- 1990 – rzeźba półpełna św. Józefa z Dzieciątkiem i dwie płaskorzeźby przedstawiające Boże Narodzenie i Świętą Rodzinę przy pracy do kościoła św. Józefa w Woliczce
- 1995 – stacje Drogi Krzyżowej oraz rzeźba bł. Karoliny Kózkówny do kościoła św. Andrzeja w Ciężkowicach k. Tarnowa